# Negociacions de Manhasset
Les negociacions de Manhasset (també conegudes com a Manhasset I, II, III i IV) foren una sèrie de rondes de conversació que van tenir lloc el 2007 i 2008 a Manhasset, Nova York entre el govern marroquí i els representants del moviment d'alliberament sahrauí, el Front Polisario, per a resoldre el conflicte del Sàhara Occidental. Són considerades les primeres negociacions directes en set anys entre les dues parts. També hi foren presents a les negociacions els països veïns d'Algèria i Mauritània.
Les negociacions són el resultat de la resolució 1754 del Consell de Seguretat de Nacions Unides, de 30 d'abril de 2007, que instava als dos bàndols a "entrar a negociacions directes sense condicions prèvies i en bona fe". La resolució també estipulava l'extensió de la Missió de Nacions Unides pel Referèndum al Sàhara Occidental (Minurso) fins al 31 d'octubre de 2007.
La primera ronda de converses va tenir lloc el 18 i 19 de juny de 2007 durant la qual totes les parts acceptaren continuar la negociació el 10 i 11 d'agost. La segona ronda acabà sense cap avenç però les parts acceptaren una altra vegada trobar-se per a una altra ronda encara que no s'acordà cap data.
A la tercera ronda de conversacions, duta a terme el 8 i 9 de gener de 2008, les parts van acordar amb "la necessitat de passar a una fase més intensiva i substantiva de negociacions". La quarta ronda se celebrà el 18 i 19 de març de 2008. Les negociacions foren supervisades per Peter van Walsum, l'enviat especial del secretari general de les Nacions Unides, Ban Ki-moon, per al Sàhara Occidental.

## Context
Les rondes Manhasset es poden considerar com el tercer intent d'arribar a una solució pacífica al conflicte del Sàhara Occidental. L'any 1991, se signà un acord d'alto al foc, que permetia pensar en la celebració d'un referèndum d'autodeterminació l'any 1992 per a decidir entre integració al Marroc o independència com a RASD. A causa dels desacords sobre a qui s'hauria de permetre votar, el referèndum s'ajornà repetidament. El Marroc havia portat grans contingents de colons al territori per superar el vot indígena. El Front Polisario insistí en l'ús del darrer cens espanyol, pres immediatament abans de l'ocupació marroquina de 1975, com a base de registre de votants, tal com s'acordà l'any 1991. Marroc, per la seva part, sostenia que la gent hi viu actualment és igualment sahrauí, i que no es pot obviar el seu dret a vot.
L'any 1997, després de la mediació tutelada pels Estats Units, el Marroc i el Front Polisario acostaren posicions fins a arribar al que es coneix com a Acord de Houston, per tal de reprendre el procés de referèndum. La Minurso, s'encarregà de mantenir la pau a la zona i organitzar el cens de votants pel referèndum, concloent l'any 1999 amb una llista preliminar d'aproximadament 85.000 votants. El Marroc rebutjà la base electoral després de denunciar l'exclusió de nombrosa gent que assegurava ser descendent de sahrauís occidentals, però que li fou denegat el dret a vot després de ser entrevistat in situ per equips d'inspecció de la Minurso. Quan el regne tramità unes 130.000 apel·lacions individuals, els oficials de Nacions Unides van admetre que el procés havia entrat una altra vegada en un atzucac.Nota 1
A inicis de l'any 2000, hi va haver nous intents de salvar el procés de pau, com el Pla Baker (plans I i II); una altra vegada amb l'enèrgic suport dels EUA. Aquests documents atorgaven plens drets de vot per a tots els residents del territori, incloent-hi aquells que el Polisario considerava com a "pobladors", sense tenir en compte allò a què la comissió d'identificació de votants de la Minurso havia arribat. El primer pla Baker es va fer circular com a esborrany, i el Marroc el rebé efusivament, però poc després que el Polisario expressés una forta oposició fou descartat pel Consell de Seguretat de NU. D'altra banda, una versió posterior més detallada fou patrocinada per una resolució del Consell de Seguretat de NU (RCS 1495) l'estiu de 2003, i després cautelosament acceptada pel Polisario, presumptament després d'una forta pressió algeriana. Tanmateix, fou categòricament rebutjada pel Marroc motivada per l'opció d'independència en les butlletes electorals. Després de l'arribada de Mohammed VI del Marroc al tron, el 1999, el Marroc rebutjà els acords de 1991 i 1997 on acceptava la independència com a opció vàlida de resolució del conflicte. Així doncs, el Polisario considerava que el Marroc havia trencat una condició fonamental de l'acord d'alto al foc de 1991, que s'havia articulat completament sobre el referèndum d'independència, però malgrat això, decidí no tornar a lluitar.
Una altra sortida a les negociacions estancades, fou quan el Marroc donà a conèixer que estava estudiant una proposta d'autonomia sota sobirania marroquina. El Polisario acceptà introduir "autonomia" com a tercera opció en la votació del referèndum, però es negà a parlar de qualsevol referèndum que no tingués en compte la possibilitat d'independència, sostenint que tal referèndum no podria constituir autodeterminació en el sentit legal del terme.

## Delegacions

### Marroc
L'únic membre de la delegació marroquina absent a Manhasset II-IV va ser Fouad Ali El Himma, l'anterior delegat del Ministeri de l'Interior. Els participants foren:
- Chakib Benmoussa, Ministre de l'Interior i cap de la delegació.
- Taieb Fassi Fihri, Vice-Ministre d'Afers Exteriors.
- Khalihenna Ould Errachid, President del CORCAS.
- Yassine Mansouri, cap de la intel·ligència del Marroc (DGED).
- Mohamed Saleh Tamek, governador de la província de Río de Oro (Oued Dahab).
- Maoulainine Khallihenna, Secretari General del CORCAS.

Altres alts càrrecs governamentals de les Províncies Meridionals també van formar part de la delegació.

### Front Polisario
- Mahfoud Ali Beiba, President del Consell Nacional Sahrauí i cap de la delegació.
- Bachir Radhi Segaiar, assessor del líder del Polisario Mohammed Abdelaziz.
- Ahmed Boukhari, representant del Polisario a Nacions Unides.
- Brahim Ghali
- Mohamed Khadad
- Sidi M. Omar

### Algèria
- Abdallah Baali, ambaixador i assessor al Ministeri d'Afers Exteriors.
- Youcef Yousfi, ambaixador a les Nacions Unides.

### Mauritània
- Sidi Mohamed Ould Boubacar, ambaixador a l'Estat espanyol.
- Abderrahim Ould Hadrami, ambaixador a les Nacions Unides.
- Abdelhafid Hemmaz, assessor al Ministeri d'Afers Exteriors.